# Tony Sibson
Tony Sibson, detto Sibbo (Leicester, 9 aprile 1958) è un ex pugile britannico, due volte campione europeo dei pesi medi e sfidante al titolo mondiale.

## Carriera
Sibson esordisce da professionista nell'aprile 1976. Tre anni dopo, dopo 32 incontri tutti vinti, con un pari e due sole sconfitte, conquista il titolo britannico dei pesi medi, allora vacante. 
Il 6 novembre 1979 perde però ai punti contro l'ex campione europeo Kevin Finnegan alla Royal Albert Hall di Kensington (Londra).  
A dicembre 1980, sempre a Kensington, conquista la cintura europea infrangendo l'imbattibilità di 22 match dell'italiano Matteo Salvemini per KO alla settima ripresa. 
Il 15 settembre 1981 alla Wembley Arena mette in palio il titolo contro l'ex campione del mondo Alan Minter sconfiggendolo per knock-out tecnico alla terza ripresa e inducendolo al ritiro dalla boxe.
Difende vittoriosamente la cintura a Bilbao, contro lo spagnolo Andoni Amana (vittoria ai punti in 12 riprese), a Wembley contro l'italiano Nicola Cirelli (KO al decimo round) e, ancora a Wembley, contro il francese Jacques Chinon (Kot al decimo round). 
L'11 febbraio 1983 a Worcester (Massachusetts) tenta la scalata al titolo mondiale unanimemente riconosciuto in possesso del micidiale Marvin Hagler ma è sconfitto per knock-out tecnico alla sesta riresa.
Dopo questa sconfitta difende ancora vittoriosamente la cintura europea battendo a Parigi il franco-algerino Louis Acariès e a Wembley il connazionale Mark Kaylor, sempre ai punti.
Rimane inattivo per tutto il 1985 poi, il 10 settembre 1986, è sconfitto nel tentativo di conquistare il titolo britannico dei pesi mediomassimi per Kot al nono round da Dennis Andries. Un anno dopo, invece, riconquista il titolo nazionale e del Commonwealth britannico dei pesi medi, battendo Brian Anderson per Kot alla settima ripresa. 
Tale successo gli consente di sfidare a Stafford lo statunitense Frank Tate, già campione olimpico, per il titolo mondiale IBF dei medi ma è sconfitto per Kot al decimo round. Dopo questo incontro Sibson decide di lasciare il pugilato.